# Gottfried Anglberger
Gottfried Anglberger (ur. 26 października 1930, zm. 8 października 2015) – austriacki zapaśnik walczący w stylu klasycznym. Olimpijczyk z Helsinek 1952, gdzie zajął jedenaste miejsce w kategorii do 73 kg.

## Letnie Igrzyska Olimpijskie 1952
| Konkurencja          | Rundy eliminacyjne    | Rundy eliminacyjne      | Rundy eliminacyjne  | Klas. końcowa |
| Konkurencja          | Przeciwnik I          | Przeciwnik II           | Przeciwnik III      | Miejsce       |
| -------------------- | --------------------- | ----------------------- | ------------------- | ------------- |
| 73 kg styl klasyczny | René Chesneau (FRA) P | Heng Freylinger (LUX) Z | Khalil Taha (LIB) P | 11.           |